# Pitcairnia ringens
Pitcairnia ringens là một loài thực vật có hoa trong họ Bromeliaceae. Loài này được Klotzsch miêu tả khoa học đầu tiên năm 1841.